# Tadeusz Kosiński (muzyk)
Tadeusz Kosiński, ps. „Erroll” (ur. 6 lutego 1932 w Sanoku, zm. 20 sierpnia 2012 w Jeleniej Górze) – polski pianista jazzowy, kompozytor, aranżer, promotor i animator kultury, aktor niezawodowy. Jeden z prekursorów powojennej sceny jazzowej w Polsce.

## Życiorys
Był jedynym dzieckiem Jana Kazimierza Kosińskiego i Marii Niedzielskiej, która porzuciła dobrze zapowiadającą się karierę artystyczną (ukończyła klasę fortepianu w Konserwatorium Lwowskim) i zajęła się prowadzeniem domu. Ojciec po ukończeniu studiów prawniczych na Uniwersytecie im. Jana Kazimierza we Lwowie, zyskał renomę cenionego sędziego. Pianista dzieciństwo spędził w rodzinnym majątku na Kresach Wschodnich, jednakże w czasie trwania II wojny światowej, rodzina Kosińskich przeprowadziła się do Sanoka, zaś po wojnie zostali wysiedleni na Górny Śląsk i osiedli w Gliwicach. 
Gry na fortepianie uczyła go matka, edukację formalną zdobywał u profesorów muzyki: Jerzego Żurawlewa (twórca Konkursu Chopinowskiego), Jana Bieleckiego i Ludomira Różyckiego. Przez kilka lat był słuchaczem na Akademii Muzycznej w Katowicach i na Akademii Muzycznej we Wrocławiu (dyrygentura i kompozycja). Pierwsze doświadczenia jako profesjonalny muzyk zdobywał na Śląsku w zespole Zygmunta Wicharego. 1 czerwca 1955 roku uzyskał tytuł pracownika kultury i sztuki. 
W gliwickiej szkole muzycznej przy ul. Barlickiego, popołudniami uczniowie i studenci grali zakazany wówczas przez władze PRL jazz. Pianista znalazł się w tym gronie, a byli to m.in.: Jan Kwaśnicki, Marek Szymaszkiewicz, Henryk Achtelik, Eugeniusz Rebol. Dzięki pomocy ówczesnego kierownika Domu Kultury w Zabrzu, 1 listopada 1955 roku udało im się zorganizować I Zabrskie Zaduszki Jazzowe, podczas których wystąpiło około czterdziestu muzyków, m.in. Andrzej Kurylewicz, Wanda Warska, Jerzy Chromicz, a także on sam jako pianista i jeden z organizatorów imprezy. 19 października 1956 roku w Związkowym Domu Kultury „Zabrze” odbyło się zebranie założycielskie Śląskiego Jazz Clubu. Muzyk był jednym z założycieli, zaś po wyborze władz – członkiem zarządu ŚLM. Wówczas przybrał przydomek „Erroll” na cześć swojego idola, Errolla Garnera. Kierowane przez niego kwartety jazzowe odnosiły sukcesy na festiwalach studenckich. Jako lider Śląskiego Jazz Clubu wziął udział w II Międzynarodowym Festiwalu Jazzowym w Sopocie (1957). Po przeprowadzce do Wrocławia jego zespół pod nazwą Tadeusz „Erroll” Kosiński Quintet 20 listopada 1959 roku zagrał na otwarciu studenckiego klubu „Pałacyk”. 
Jazzman pracował wówczas jako kierownik muzyczny powstałego niedawno Teatru Kalambur, zaś w „Pałacyku” pełnił funkcję kierownika sekcji muzycznej. W 1960 roku jego kwintet zajął I miejsce ex aequo z FAR Quinteten Jerzego Pakulskiego podczas Konkursu Zespołów Jazzowych CRZZ we Wrocławiu. Nagrodę stanowiły nadawane przez okres trzech lat (co dwa tygodnie) w Programie I PR, dwudziestominutowe nagrania każdego z laureatów. Aktywność pianisty rosła. Komponował, aranżował, koncertował oraz współpracował ze Szczecińską Agencją Artystyczną, z Estradą Łódzką, Estradą Śląską, Estradą Bydgoską, z Wałbrzyskim Stowarzyszeniem Jazzowym (którego był założycielem), Wałbrzyskim Towarzystwem Muzycznym, z Przedsiębiorstwem Imprez Artystycznych „Impart”, a także ze środkami masowego przekazu, tj. z Redakcją Muzyczną Polskiego Radia Wrocław, z Telewizją Wrocław i z Telewizją Katowice. W tym okresie kooperował muzycznie m.in. z: Urszulą Dudziak, Janem „Ptaszynem” Wróblewskim, Zbigniewem Namysłowskim, Adamem Makowiczem, Andrzejem Trzaskowskim czy Januszem „Lalą” Kozłowskim.
W latach 60. i 70. towarzyszył na estradzie m.in. Ludwikowi Sempolińskiemu, Adolfowi Dymszy, Marii Koterbskiej i Jerzemu Połomskiemu. Oprócz musicalu, koncertów (także tych poza granicami kraju tj.: Francja, Niemcy, Czechy, Stany Zjednoczone, Bermudy) i programów estradowych (w liczbie 31), tworzonych na zamówienie różnych instytucji artystycznych; komponował również utwory organowe, w tym kościelne. Jako aktor niezawodowy wystąpił w filmach Nikt nie woła i Tarpany w reż. Kazimierza Kutza oraz Jak być kochaną w reż. Wojciecha Jerzego Hasa. W 1984 roku ze względów rodzinnych przeniósł się do Jeleniej Góry, gdzie jeszcze bardziej ujawnił talent wytrawnego organizatora. Był współzałożycielem Jeleniogórskiego Stowarzyszenia Muzyki Jazzowej i Rozrywkowej i Stowarzyszenia Promocji Kultury XXI wieku w Jeleniej Górze. W 1994 roku wziął udział w I Karkonoskim Festiwalu Taperów Filmowych w Karpaczu, kontynuując w ten sposób rodzinną tradycję, ponieważ jego matka podczas studiów zarabiała na życie grając w kinach podkłady muzyczne do niemych filmów. 
Upływ czasu nie osłabił jego aktywności. W 2005 roku, mając 73 lata wystąpił w polsko-niemieckiej sztuce pt. Vabanque w reż. Sandry Stunz. Był pomysłodawcą, a w 2002 roku zainicjował Krokus Jazz Festiwal, odbywający się corocznie konkurs młodych muzyków jazzowych o nagrodę „Złotego Krokusa” i jednocześnie festiwal organizowany przez Jeleniogórskie Centrum Kultury, gdzie występują polskie i zagraniczne gwiazdy jazzu. W uznaniu zasług Prezydent Miasta Jeleniej Góry wręczył mu nagrodę Honorowego Krokusa, która została wręczona 21 października 2011 roku w Sali Widowiskowej Jeleniogórskiego Centrum Kultury podczas oficjalnego rozpoczęcia jubileuszowego X Międzynarodowego Krokus Jazz Festivalu. Od 2013 roku festiwal nosi imię Tadeusza „Errolla” Kosińskiego. Muzyk został pochowany 24 sierpnia 2012 roku na starym cmentarzu przy ul. Sudeckiej w Jeleniej Górze. W 2013 roku, podczas jeleniogórskiego festiwalu muzycznego Silesia Sonans, kompozycje pianisty zagrał w Kościele Garnizonowym organista, pedagog i zarazem jego przyjaciel Zenon Sierpień.

## Życie prywatne
Z małżeństwa z Marią Skrzyniarz miał dwie córki, Urszulę i Julitę. Zaś z długoletniego związku z Iwoną Kulas dochował się trzeciej córki – Laury.